# Paladina
Paladina ist eine italienische Gemeinde (comune) mit 3941 Einwohnern (Stand 31. Dezember 2023) in der Provinz Bergamo in der Lombardei.

## Geographie
Paladina liegt etwa neun Kilometer nordwestlich der Provinzhauptstadt Bergamo an der Strada Statale 470DIR. Die Gemeinde liegt im Valle Brembana zwischen dem Brembo und dem Parco dei Colli di Bergamo.

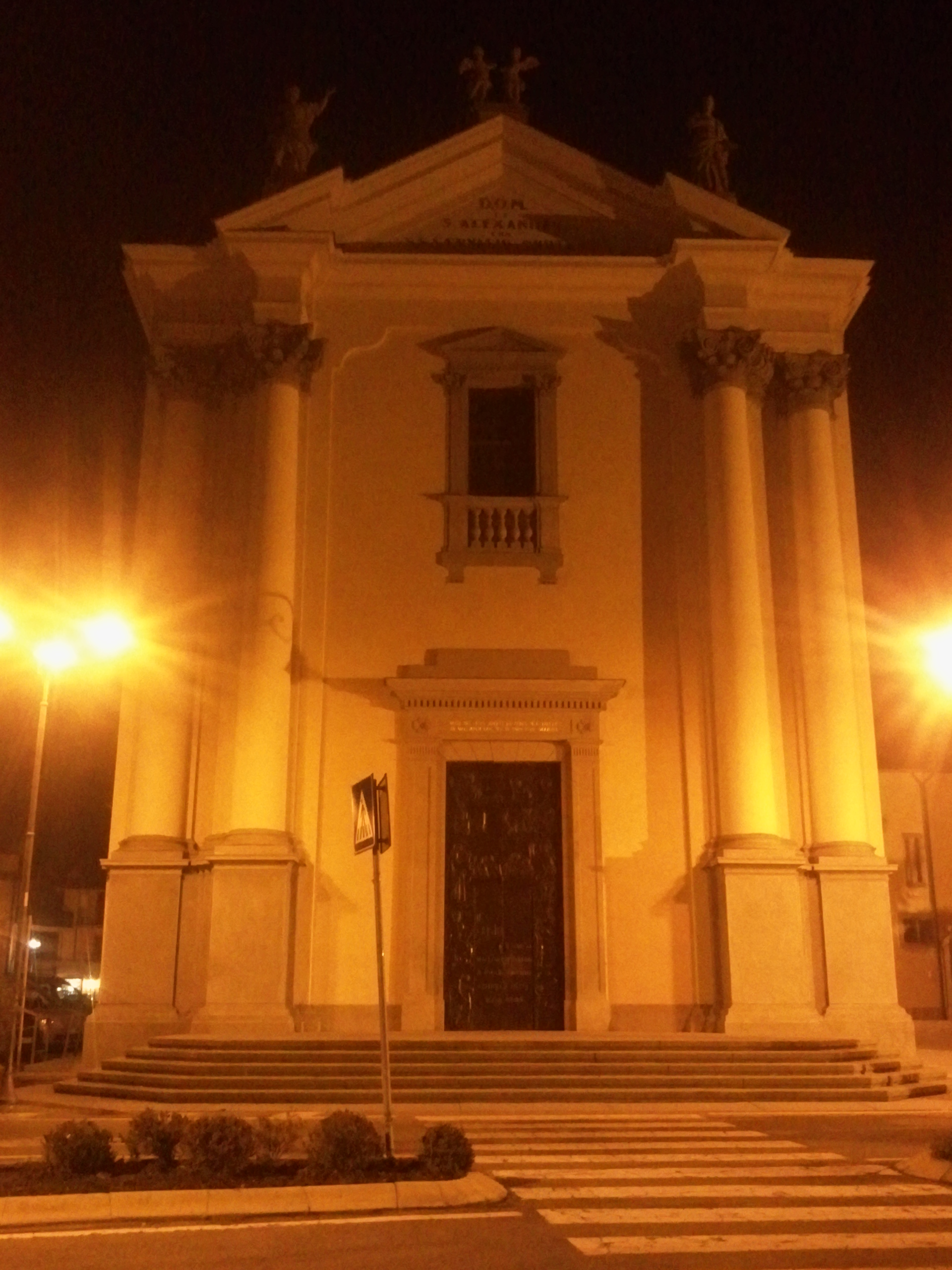
Pfarrkirche S. Alessandro
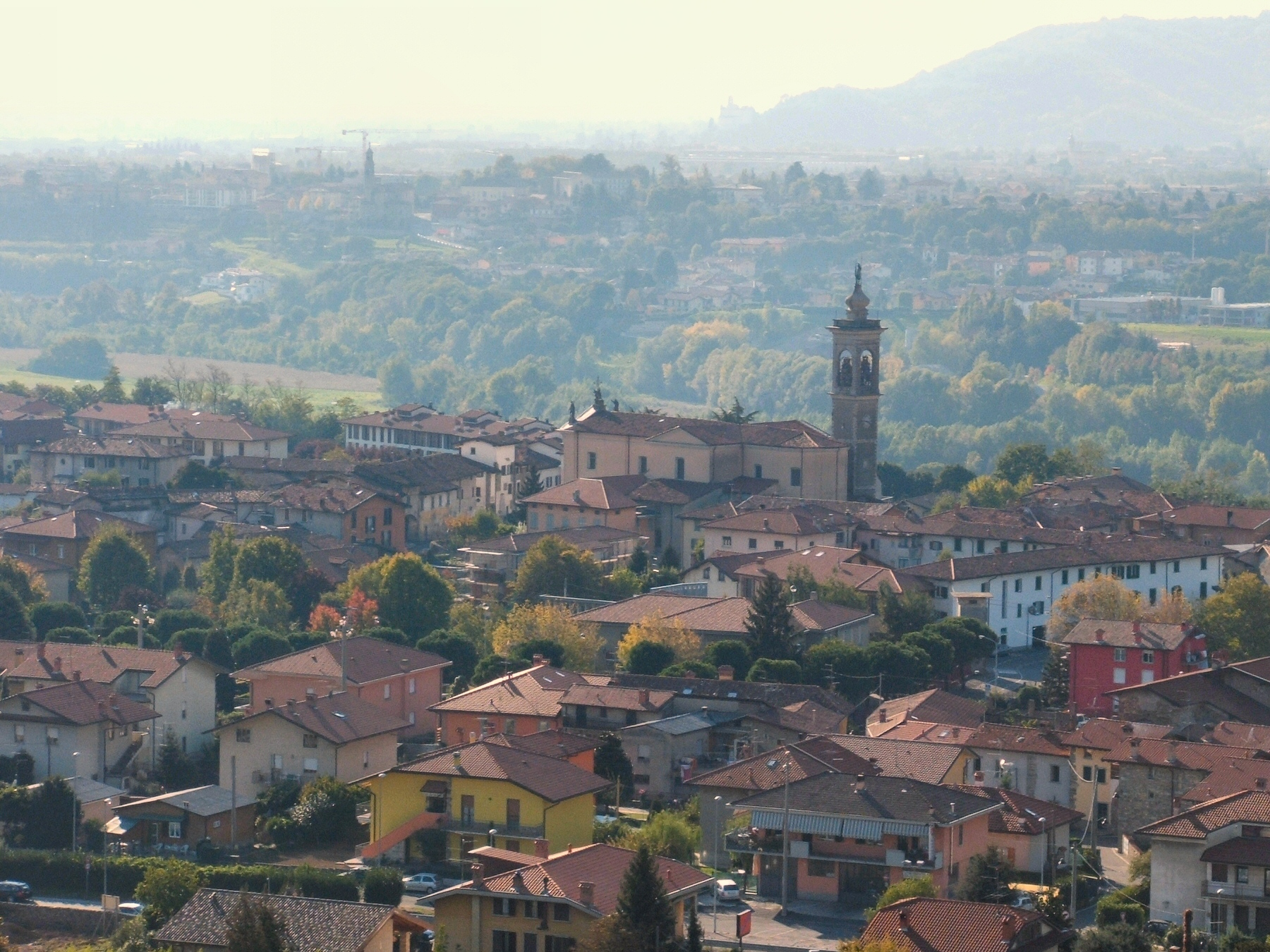
Paladina
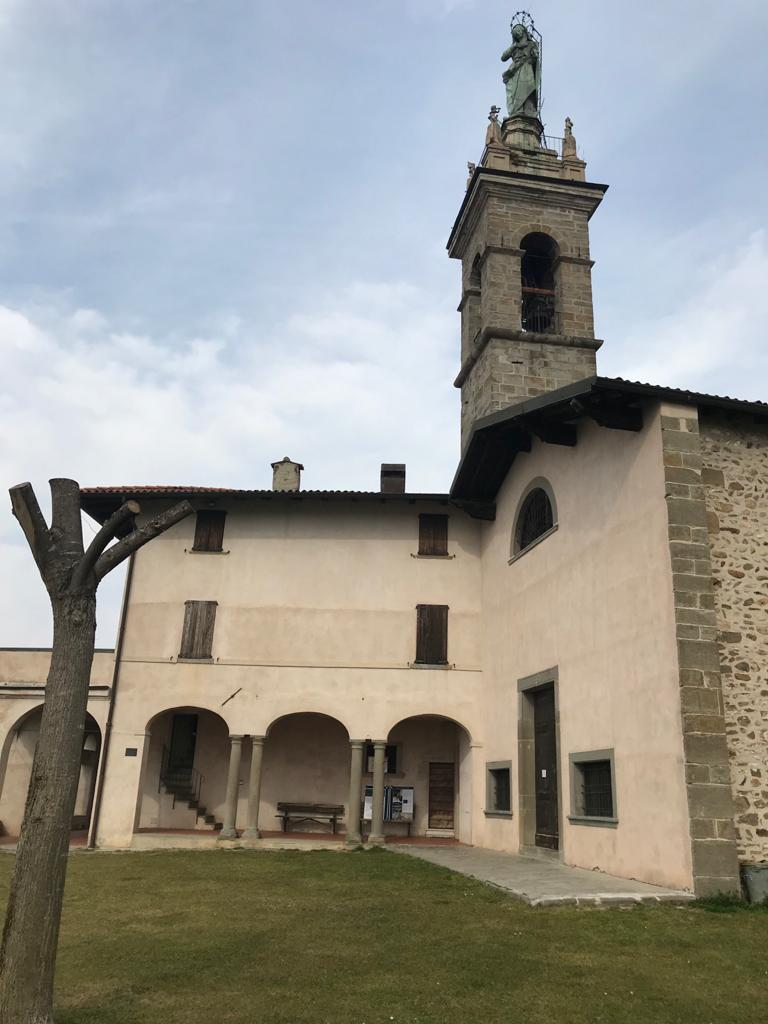
Wallfahrtskirche Madonna di Sombrero